# Кропив'янка кіпрська
Кропи́в'янка кіпрська (Curruca melanothorax) — вид горобцеподібних птахів родини кропив'янкових (Sylviidae). Мешкає на Кіпрі.

## Опис
Довжина птаха становить 12,5-13,5 см. У самців верхня частина тіла сіра, голова чорна, на щоках білі "вуса". Нижня частина тіла біла, поцяткована чорним лускоподібним візерунком, боки сірувато-охристі. Крила чорні, покривні і стернові пера мають широкі білуваті краї. Самиці мають менш контрастне забарвлення, голова у них сіра, спина сірувато-коричнева, нижня частина тіла білувата, чорні смужки помітні лише на горлі і грудях.

## Поширення і екологія
Кіпрські кропив'янки є гніздовими ендеміками острова Кіпр. Взимку вони мігрують на узбережжя Червоного моря в Судані, Єгипті і на Синайському півострові, а також в Йорданську долину. Кіпрські кропив'янки живуть в різноманітних чагарникових і маквісових заростях, віддають перевагу маквісовим заростям середньої висоти, що складаються з чисту, мастикових дерев, ялівців і кипарисів. Також вони зустрічаються в більш рідких і низьких чагарникових заростях, а також на лісових галявинах і в соснових рідколіссях з густим підліском.
Кіпрські кропив'янки живляться комахами та іншими безхребетними, під час негніздового періоду також ягодами. Гніздяться з кінця березня по червень. Гніздо чашоподібне, робиться з трави і стебел, скріплених за допомогою павутиння, встелюється тонкою тровою, павутинням і шерстю, зовні покривається ялівцевою корою, розмщується в невисоких чагарниках, на висоті 30-120 см над землею. В кладці 4-5 яєць.

## Збереження
МСОП класифікує цей вид як такий, що не потребує особливих заходів зі збереження. За оцінками дослідників, популяція кіпрських кропив'янок становить 180-180 тисяч дорослих птахів.